# 안성향교
안성향교(安城鄕校)는 대한민국 경기도 안성시 조선시대의 향교이다. 1983년 9월 19일 경기도의 문화재자료 제27호로 지정되었다.

## 개요
향교는 공자와 여러 성현께 제사를 지내고 지방민의 교육과 교화를 위해 나라에서 세운 교육기관이다.
안성향교는 조선 중종 27년(1532)에 처음 지었으나, 그 이후의 자세한 기록은 없고 1932년·1986년·1988년에 보수하였다.
건물 배치는 아래쪽에 교육 공간인 명륜당과 동재·서재, 풍화루가 있고, 위쪽에 제사 공간인 대성전과 동무·서무가 있어 전학후묘의 형태를 갖추고 있다.
대성전은 앞면 3칸·옆면 2칸 규모이며，지붕은 옆면에서 볼 때 사람 인(人)자 모양인 맞배지붕이다．지붕 처마를 받치기 위해 장식하여 만든 공포는 새 부리 모양으로 짜맞춘 익공 양식으로 꾸몄다．안쪽에는 공자를　비롯하여 중국과 우리나라 유학자의 위패를 모시고 있다．
명륜당은 앞면 5칸·옆면 2칸 규모로，지붕은 옆면에서 볼 때 여덟 팔(八)자 모양인 화려한 팔작지붕이며 익공 양식으로 지었다. 명륜당은 학생들이 모여 공부하는 강당이고, 동재·서재는 기숙사이다.
수평성이 매우 강조된 풍화루는 그 규모가 앞면 11칸·옆면 1칸의 2층 누각으로 외관이 장엄하다. 1층은 통로로 쓰이며 2층은 학생들의　휴식공간으로 한층 높게 만든 누마루를 설치해 놓았다.
조선시대에는 나라에서 토지와 노비·책 등을 지원받아 학생을 가르쳤으나, 지금은 교육 기능은 없어지고 제사 기능만 남아 있다. 건물의 연대가 오래되지는 않았으나 독특한 건축 형식과 짜임새 있는 공간 구조를 갖춘 경기지역의 대표적 향교이다.

## 참고 자료
- 안성향교 - 국가유산청 국가유산포털